# Royal Rumble 2001
Royal Rumble (2001) was een professioneel worstel-pay-per-view (PPV) evenement dat georganiseerd werd door de World Wrestling Federation (WWF, nu WWE). Het was de 14e editie van Royal Rumble en vond plaats op 21 januari 2001 in het New Orleans Arena in New Orleans, Louisiana.

## Matches
| Nr. | Match                                                                             | Winnaar(s)              | Opmerkingen                                              | Bron  |
| --- | --------------------------------------------------------------------------------- | ----------------------- | -------------------------------------------------------- | ----- |
| 1H  | Chaz & D'Lo Brown (met Tiger Ali Singh) vs. Kaientai (Funaki & Taka Michinoku)    | Chaz & D'Lo Brown       | Tag Team match. Vooraf opgenomen op Heat.                | [ 2 ] |
| 2   | The Dudley Boyz (Bubba Ray & D-Von Dudley) vs. Edge en Christian (c)              | The Dudley Boyz (nc)    | Tag Team match voor het WWF Tag Team Championship.       | [ 2 ] |
| 3   | Chris Jericho vs. Chris Benoit (c)                                                | Chris Jericho (nc)      | Ladder match voor het WWF Intercontinental Championship. | [ 2 ] |
| 4   | Ivory (c) (met Steven Richards) vs. Chyna                                         | Ivory                   | Eén-op-één match voor het WWF Women's Championship.      | [ 2 ] |
| 5   | Kurt Angle (c) (met Trish Stratus) vs. Triple H (met Stephanie McMahon-Helmsley)  | Kurt Angle              | Eén-op-één match voor het WWF Championship.              | [ 2 ] |
| 6   | 30-man Royal Rumble match voor een WWF Championship match op WrestleMania X-Seven | Stone Cold Steve Austin | Steve Austin won door Kane als laatste te elimineren.    | [ 2 ] |

### Royal Rumble match
| Nr. | Entree                  | Orde               | Geëlimineerd door       | Eliminaties | Tijd  | Bron  |
| --- | ----------------------- | ------------------ | ----------------------- | ----------- | ----- | ----- |
| 1   | Jeff Hardy              | 4                  | Matt Hardy              | 3           | 06:36 | [ 3 ] |
| 2   | Bull Buchanan           | 1                  | Jeff & Matt Hardy       | 0           | 02:08 | [ 3 ] |
| 3   | Matt Hardy              | 3                  | Jeff Hardy              | 3           | 04:45 | [ 3 ] |
| 4   | Faarooq                 | 2                  | Jeff & Matt Hardy       | 0           | 00:58 | [ 3 ] |
| 5   | Drew Carey              | 5                  | Elimineerde zichzelf.   | 1           | 02:54 | [ 3 ] |
| 6   | Kane                    | 29                 | Stone Cold Steve Austin | 11          | 53:46 | [ 3 ] |
| 7   | Raven                   | 9                  | Kane                    | 0           | 08:51 | [ 3 ] |
| 8   | Al Snow                 | 8                  | Kane                    | 0           | 07:08 | [ 3 ] |
| 9   | Perry Saturn            | 10                 | Kane                    | 0           | 05:02 | [ 3 ] |
| 10  | Steve Blackman          | 7                  | Kane                    | 0           | 03:08 | [ 3 ] |
| 11  | Grand Master Sexay      | 6                  | Kane                    | 0           | 01:03 | [ 3 ] |
| 12  | The Honky Tonk Man      | 11                 | Kane                    | 0           | 01:16 | [ 3 ] |
| 13  | The Rock                | 28                 | Kane                    | 3           | 38:42 | [ 3 ] |
| 14  | The Goodfather          | 12                 | The Rock                | 0           | 00:13 | [ 3 ] |
| 15  | Tazz                    | 13                 | Kane                    | 0           | 00:10 | [ 3 ] |
| 16  | Bradshaw                | 18                 | The Undertaker          | 0           | 17:40 | [ 3 ] |
| 17  | Albert                  | 20                 | Kane                    | 0           | 15:53 | [ 3 ] |
| 18  | Hardcore Holly          | 21 [The Undertaker | 0                       | 14:04       |       | [ 3 ] |
| 19  | K-Kwik                  | 16                 | Big Show                | 0           | 07:53 | [ 3 ] |
| 20  | Val Venis               | 22                 | The Undertaker          | 0           | 10:22 | [ 3 ] |
| 21  | William Regal           | 14                 | Test                    | 0           | 02:01 | [ 3 ] |
| 22  | Test                    | 15                 | Big Show                | 1           | 02:08 | [ 3 ] |
| 23  | Big Show                | 17                 | The Rock                | 2           | 01:23 | [ 3 ] |
| 24  | Crash Holly             | 19                 | Kane                    | 0           | 02:31 | [ 3 ] |
| 25  | The Undertaker          | 25                 | Rikishi                 | 4           | 10:45 | [ 3 ] |
| 26  | Scotty 2 Hotty          | 23                 | Kane en The Undertaker  | 0           | 00:47 | [ 3 ] |
| 27  | Stone Cold Steve Austin | -                  | Winnaar                 | 3           | 09:38 | [ 3 ] |
| 28  | Billy Gunn              | 27                 | Stone Cold Steve Austin | 0           | 07:22 | [ 3 ] |
| 29  | Haku                    | 24                 | Stone Cold Steve Austin | 0           | 02:51 | [ 3 ] |
| 30  | Rikishi                 | 26                 | The Rock                | 1           | 02:35 | [ 3 ] |